# Faith Knelson
Faith Anya Knelson (Nanaimo, 9 de septiembre de 2001) es una deportista canadiense que compite en natación. Ganó cuatro medallas en el Campeonato Mundial Junior de Natación de 2017, oro en 4 × 100 m libre y 4 × 100 m estilos y plata en 50 m braza y 100 m braza.